# Palazzo del Banco di Napoli (Potenza)
Il Palazzo del Banco di Napoli è un edificio storico di Potenza situato nel centro della città, in corso XVIII Agosto.

## Storia
La sede potentina del Banco di Napoli fu la prima filiale di un istituto di credito ad essere aperta nel capoluogo dell'allora provincia di Basilicata, sebbene sin dal 1868 lo stesso Banco avesse ricevuto l'autorizzazione ad aprire sedi e succursali in tutte le province meridionali. Il palazzo venne realizzato tra il 1910 ed il 1914 su progetto dell’ingegner Boldoni. Danneggiato dal sisma del 1980, venne restaurato nel 1982 a cura dell'ingegner Donato Sparacio.
Attualmente è di proprietà del gruppo Intesa Sanpaolo, che ha acquisito la proprietà del Banco di Napoli nel 2002.

## Architettura
L'edificio è stato edificato in un lotto trapezoidale delimitato dalle strade preesistenti e presenta all'esterno, in corrispondenza del lato più corto, un piccolo giardino di pertinenza. È realizzato in muratura portante e ricalca lo stile tipicamente neoclassico dei palazzi settecenteschi del Vanvitelli e del Fuga. Costituito da tre piani adibiti ad uffici, collegati tra loro da una grande scalinata decorata con stucchi e marmo rosso di Verona, più un piano seminterrato utilizzato come caveau, il palazzo si sviluppa attorno all'atrio centrale, che è lo spazio più significativo dell'edificio a livello formale, funzionale ed estetico: adibito a sede degli sportelli al pubblico, è sormontato da un lucernario e si affaccia direttamente su corso XVIII Agosto tramite l'ingresso principale, venendo valorizzato dagli effetti di luce generati dai loggiati e dalle arcate decorate con stucchi. Vista l'evidente similitudine dell'edificio con alcuni palazzi storici napoletani, venne considerato l'esempio di architettura colta nel capoluogo lucano, almeno fino all'avvento delle successive architetture di epoca fascista.